# Zhangping (sockenhuvudort i Kina, Jiangxi Sheng, lat 28,00, long 117,42)
Zhangping (kinesiska: 樟坪) är en sockenhuvudort i Kina. Den ligger i provinsen Jiangxi, i den sydöstra delen av landet, omkring 170 kilometer sydost om provinshuvudstaden Nanchang. Antalet invånare är 3 551. Befolkningen består av 1 705 kvinnor och 1 846 män. Barn under 15 år utgör 19,0 %, vuxna 15-64 år 71 %, och äldre över 65 år 9,0 %.
Runt Zhangping är det ganska tätbefolkat, med 60 invånare per kvadratkilometer. Närmaste större samhälle är Wenfang, 9,3 km nordväst om Zhangping. I omgivningarna runt Zhangping växer i huvudsak blandskog.
Genomsnittlig årsnederbörd är 2 687 millimeter. Den regnigaste månaden är juni, med i genomsnitt 448 mm nederbörd, och den torraste är oktober, med 31 mm nederbörd.